# Список картин Саттара Бахлулзаде

Барельеф Саттара Бахлулзаде на стене его дома-музея в Амирджанах. Скульптор — Народный художник Азербайджана Ханлар Ахмедов

Творческое наследие азербайджанского живописца Саттара Бахлулзаде (1909—1974) включает многочисленные пейзажи, натюрморты, а также портреты. Представленный ниже список картин, созданных Бахлулзаде с 1940 по 1974 год, разделён на периоды, связанные с развитием его творчества и мастерства.
Музеи таких стран мира как Азербайджан, Армения, Грузия, Россия, Китай, Чехия, хранят в своих собраниях полотна Бахлулзаде. Самое большое собрание его картин находится в Национальном музее искусств Азербайджана в Баку, где работам Саттара Бахлулзаде посвящён отдельный большой зал.
Проблема установления местонахождения многих картин Саттара Бахлулзаде остаётся сложной и по сей день. В музеях мира государственного уровня хранятся около 150 живописных и около 30 графических работ художника. В общем же известно около 600 живописных табло различного размера, написанных Бахлулзаде, и около 300 образцов графики. Точные же местоположения большинства этих работ неизвестны. Если учесть, что Бахлулзаде был очень щедрым и часто дарил свои картины, то число этих неизвестных адресов огромное.
Главными источниками при составлении списка стали книга искусствоведа Расима Эфендиева «Саттар Бахлул-заде» (Баку, 1959), а также библиография, изданная в 2009 году.

## Список картин

### 1940-е годы
| Картина | Название                                                       | Техника / Размер (см)   | Галерея                                                      | Примечания |
| ------- | -------------------------------------------------------------- | ----------------------- | ------------------------------------------------------------ | ---------- |
|         | «Восстание Бабека» (Babək üsyanı) 1940                         | Холст, масло 64 × 113   | Национальный музей искусств Азербайджана, Баку               | [ 3 ]      |
|         | «Оборона крепости Бадз» 1940                                   | Холст, масло 105 × 200  | Музей азербайджанской литературы имени Низами Гянджеви, Баку | [ 3 ]      |
|         | «Портрет Фатали-хана Кубинского» (Fətəli xanın portreti) 1945  | Холст, масло 225 × 115  | Национальный музей искусств Азербайджана, Баку               | [ 3 ]      |
|         | «Портрет каллиграфа Мир-Али» (Xəttat Mir Əlinin portreti) 1946 | Холст, масло 72 × 100   | Музей азербайджанской литературы имени Низами Гянджеви, Баку | [ 3 ]      |
|         | «Салют в Баку» (Salyut) 1947                                   | Холст, масло 79 × 140   | Национальный музей искусств Азербайджана, Баку               | [ 3 ]      |
|         | «Раннее утро» (Səhər) 1947                                     | Картон, масло 60 × 70   | Национальный музей искусств Азербайджана, Баку               | [ 3 ]      |
|         | «Дорога в Маштаги» 1947                                        | Картон, масло 36,5 × 24 | Национальный музей искусств Азербайджана, Баку               | [ 3 ]      |
|         | «Бузовнынефть» 1947                                            | Холст, масло 72 × 52    | Национальный музей искусств Азербайджана, Баку               | [ 3 ]      |

### 1950-е годы
| Картина | Название                                | Техника / Размер (см)     | Галерея                                        | Примечания |
| ------- | --------------------------------------- | ------------------------- | ---------------------------------------------- | ---------- |
|         | «Деревенский дворик в Амираджанах» 1951 | Картон, масло 50 × 70     | Национальный музей искусств Азербайджана, Баку | [ 4 ]      |
|         | «Баку. Набережная» 1951                 | Холст, масло 70 × 120     | Национальный музей искусств Азербайджана, Баку | [ 4 ]      |
|         | «Дорога на Гыз Бенефша» 1953            | Холст, масло 112 × 180    | Национальный музей искусств Азербайджана, Баку | [ 4 ]      |
|         | «Морской промысел» 1953                 | Холст, масло 23 × 40      | Национальный музей искусств Азербайджана, Баку | [ 4 ]      |
|         | «Натюрморт» 1953                        | Холст, масло 44,5 × 60    | Национальный музей искусств Азербайджана, Баку | [ 4 ]      |
|         | «Ветка» 1953                            | Картон, масло 7,5 × 6,5   | Национальный музей искусств Азербайджана, Баку | [ 4 ]      |
|         | «Долина Гудиал-чай» 1953                | Холст, масло 70 × 120     | Национальный музей искусств Азербайджана, Баку | [ 4 ]      |
|         | «Берег Гудиал-чай» 1953                 | Холст, масло 94 × 200     | Национальный музей искусств Азербайджана, Баку | [ 4 ]      |
|         | «Зелёный ковёр» 1954                    | Холст, масло 100 × 200    | Национальный музей искусств Азербайджана, Баку | [ 4 ]      |
|         | «Осень» 1954                            | Холст, масло 136 × 200    | Национальный музей искусств Азербайджана, Баку | [ 4 ]      |
|         | «Между садами» 1954                     | Холст, масло 86 × 200     | Художественная галерея Китая, Пекин            | [ 4 ]      |
|         | «Долина Шах-Дага» 1954                  | Холст, масло 100 × 200    | Национальный музей искусств Азербайджана, Баку | [ 4 ]      |
|         | «Тополя перед закатом» 1954             | Картон, масло 24,5 × 35,5 | Национальный музей искусств Азербайджана, Баку | [ 4 ]      |
|         | «Весна» 1954                            | Картон, масло 72 × 52     | Национальный музей искусств Азербайджана, Баку | [ 4 ]      |
|         | «Фруктовый сад» 1954                    | Картон, масло 25 × 35     | Национальный музей искусств Азербайджана, Баку | [ 5 ]      |
|         | «Горы» 1954                             | Картон, масло 72 × 52     | Национальный музей искусств Азербайджана, Баку | [ 5 ]      |
|         | «Чинары» 1954                           | Картон, масло 34 × 48,5   | Национальный музей искусств Азербайджана, Баку | [ 5 ]      |
|         | «Поляна» 1954                           | Картон, масло 33,5 × 48   | Национальный музей искусств Азербайджана, Баку | [ 5 ]      |
|         | «У дороги» 1954                         | Картон, масло 34,5 × 48   | Национальный музей искусств Азербайджана, Баку | [ 5 ]      |
|         | «Остров семи кораблей» 1954             | Картон, масло 25 × 35     | Национальная картинная галерея Армении, Ереван | [ 5 ]      |
|         | «Яблоня цветёт» 1954                    | Картон, масло 24,5 × 34,5 | Национальный музей искусств Азербайджана, Баку | [ 5 ]      |
|         | «Перед закатом» 1954                    | Картон, масло 34 × 48     | Национальный музей искусств Азербайджана, Баку | [ 5 ]      |
|         | «Холмы» 1954                            | Картон, масло 34 × 48     | Национальный музей искусств Азербайджана, Баку | [ 5 ]      |
|         | «В саду» 1954                           | Картон, масло 24,5 × 34,5 | Национальный музей искусств Азербайджана, Баку | [ 5 ]      |
|         | «Амираджаны» 1954                       | Холст, масло 25 × 35      | Государственный музей искусств Грузии, Тбилиси | [ 5 ]      |
|         | «На Нефтяных камнях» 1954               | Холст, масло 25 × 35      | Государственный музей искусств Грузии, Тбилиси | [ 5 ]      |
|         | «Слива» 1954                            | Холст, масло 20 × 30      | Национальный музей искусств Азербайджана, Баку | [ 5 ]      |
|         | «Осенний ветерок» 1954                  | Холст, масло 65 × 135     | Национальная картинная галерея Армении, Ереван | [ 5 ]      |